# 罗恩·李
罗纳德·亨利·李（英語：Ronald Henry Lee，1952年11月2日—），美国NBA联盟职业篮球运动员。他在1976年的NBA选秀中第1轮第10顺位被菲尼克斯太阳选中。